# 吳顯森
吳顯森（1959年03月16日—），中華民國（台灣）政治人物，臺中縣大雅鄉（今臺中市大雅區）出生，曾任八年村長、八年鄉民代表、五年鄉長。隨著臺中縣市合併改制直轄市，吳顯森在2010年11月27日於臺中市市議員選舉當選市議員，連任三屆後交棒給長子吳呈賢及養子吳建德。

## 外部連結
- 臺中市政府（页面存档备份，存于）
- 臺中市議會*市議會議員提案查詢（页面存档备份，存于）
- 大雅區公所（页面存档备份，存于）
- Facebook 吳顯森